# Thecocarcelia pauciseta
Thecocarcelia pauciseta là một loài ruồi trong họ Tachinidae.